# Distretto di La Oroya
Il distretto di La Oroya  è uno dei dieci distretti della provincia di Yauli, in Perù. Si trova nella regione di Junín e si estende su una superficie di 388,42  chilometri quadrati.